# Desafinado
"Desafinado" é uma canção do gênero bossa nova composta por Antônio Carlos Jobim e Newton Mendonça e gravada por João Gilberto em 10 de novembro de 1958, nos Estúdios Odeon, no Rio de Janeiro. A canção seria lançada em fevereiro de 1959 como um single pela gravadora EMI-Odeon e incluída em seu álbum de estreia, Chega de Saudade, lançado na segunda semana de março daquele ano. É considerada uma das canções seminais do estilo musical e uma das que melhor definem o gênero.
A canção é uma resposta à crítica da época, que considerava a bossa nova como "música para cantores desafinados". A canção foi posteriormente gravada por diversos artistas, incluindo Antônio Carlos Jobim, Herb Alpert, Nara Leão , Ella Fitzgerald e Stan Getz que, em 1963, ganhou o Grammy de Melhor Performance de Jazz por um Solista ou Grupo Pequeno pela canção. Duas adaptações da canção para a língua inglesa foram realizadas: "Slightly Out of Tune", por Jon Hendricks e "Off Key", por Gene Lees.